# Apistogramma rupununi
Apistogramma rupununi är en fiskart som beskrevs av Fowler, 1914. Apistogramma rupununi ingår i släktet Apistogramma och familjen Cichlidae. Inga underarter finns listade i Catalogue of Life.